# Кипарис
Кипари́с (лат. Cupréssus) — род вечнозелёных деревьев и кустарников семейства Кипарисовые с пирамидальной или раскидистой кроной.

## Происхождение
Ныне живущие виды кипариса — очень давнего происхождения; ископаемые и их хорошо сохранившиеся остатки встречаются уже в третичной формации.

## Ботаническое описание
Деревья или кустарники.
Листья мелкие, у молодых растений игловидные, у взрослых — чешуевидные, листорасположение накрест-супротивное; у каждого листа свободна только одна верхушка, большая же его часть плотно приросла к ветви; на спинной стороне листа обыкновенно развита масляная железка, иногда резко очерченная.
Кипарис — растение однодомное. Шаровидные или удлинённо цилиндрические микростробилы (мужские шишки) состоят из стерженька, на котором расположены микроспорофиллы, у одних видов закруглённые, у других — многоугольно щитовидные, расположенные накрест супротивно; каждый из микроспорофиллов несёт 3—5 микроспорангиев. У мегастробилов (женских шишек) кроющий лист вполне сросся с семенной чешуёй в плодовую чешую, так что женская шишка состоит из стерженька, покрытого шестью — десятью, изредка четырнадцатью накрест расположенными чешуями (мегаспорофиллами). Семяпочек (мегаспорангиев) при каждой чешуе несколько.
Шишки созревают на второй год, становятся шарообразными или яйцевидными, а чешуи принимают форму толстых многогранных деревянистых щитков, эксцентрично прикреплённых к толстой ножке; на спинке чешуи развит более или менее заострённый вырост. На нижней стороне чешуи находятся несколько расположенных тесным рядом семян. Несколько сплюснутое семя снабжено узким крылом. Зародыш большей частью с двумя семядолями, изредка с тремя — четырьмя.

## Произрастание
Кипарисы растут в субтропическом и тропическом климате северного и южного полушария, распространены в Средиземноморье, Черноморском побережье Кавказа и Крыма, в Абхазии, в Африке, Гималаях, на юге Китая и в Америке от Гондураса до Орегона.

## Использование
Кипарисы выращивают в садах и парках как декоративные растения, в качестве живых изгородей, чаще всего для этих целей используется кипарис вечнозелёный (Cupressus sempervirens L.). Небольшой размер кипариса крупноплодного (Cupressus macrocarpa) позволяет использовать его даже как комнатное растение.
Хвою и побеги некоторых видов, например, кипариса мексиканского (Cupressus lusitanica Mill.), используют для получения ароматического масла, которое находит применение в ароматерапии, обладая противоревматическим, антисептическим, противоспазматическим, тонизирующим и другими полезными свойствами.
Из-за высокой цены сравнительно редко используются в медицине и парфюмерии, предпочитающих более дешёвые компоненты.
Древесина кипарисов мягкая и лёгкая (за исключением кипариса аризонского, обладающего твёрдой и тяжёлой, орехоподобной древесиной), обладает фунгицидным действием, а запах отпугивает насекомых. Используется в строительстве, судостроении, для изготовления мебели, мелких изделий, в том числе церковной утвари (чётки, кресты, иконные доски, раки, ковчежцы). Высокое содержание смолы в древесине обеспечивает её хорошую сохранность, по этой причине древние египтяне делали саркофаги именно из этого дерева, а кипарисовое масло использовалось при бальзамировании мумий. Плутарх рекомендовал написать все законы на кипарисовых досках.

## Символика
Мрачная тёмно-зелёная листва кипариса вечнозелёного с древних времён уже служила эмблемой печали, а потому это дерево часто разводится в южном климате на кладбищах. Этот кипарис был посвящён у греков и римлян богам, преимущественно Плутону. Кипарисовые ветви клались в гробницы умерших; ими украшались в знак траура дома; на могилах обыкновенно сажались кипарисовые деревца.
Древнеримский поэт Овидий в своём произведении «Метаморфозы» передаёт легенду о Кипарисе, юноше, который попросил богов обратить его в дерево, чтобы вечно грустить о своём любимце, олене, которого он ненароком подстрелил на охоте.
В Библии кипарис перечисляется среди деревьев, растущих в райском саду (Иез. 31:8). По некоторым предположениям, кипарис — это дерево гофер, из которого был сделан Ноев ковчег. С приходом христианства символика кипариса поменялась, из символа смерти он стал символом вечной жизни: из древесины кипариса часто делают нательный крест.

## Классификация

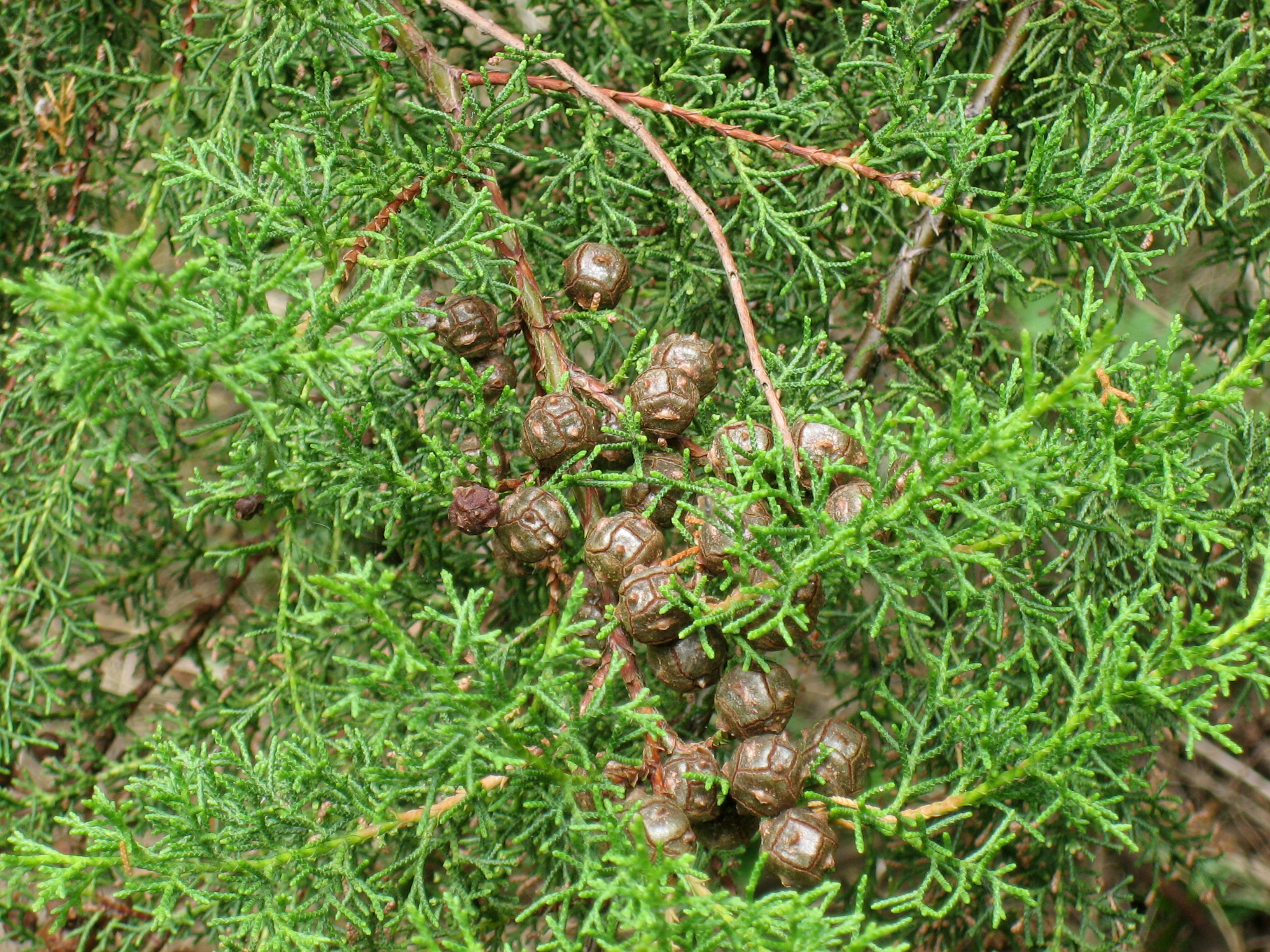
Кипарис мексиканский

Количество видов, принадлежащих к роду кипарис, варьируется в пределах от 14 до 25 и даже больше — в зависимости от выбранного источника, поскольку большинство популяций изолированы и немногочисленны, что составляет трудность в уверенном определении их как отдельного вида, подвида или разновидности. В настоящий момент есть тенденции к уменьшению количества официально признанных видов.
Род Кипарис по данным Королевских ботанических садов Кью включает 19 видов:
- Cupressus arizonica Greene — Кипарис аризонский. Неприхотливое дерево до 21 м высотой, переносит морозы даже до −20…−25 °C
- Cupressus bakeri Jeps.
- Cupressus cashmeriana Royle ex Carrière — Кипарис кашмирский
- Cupressus chengiana S.Y.Hu
- Cupressus duclouxiana Hickel
- Cupressus dupreziana A.Camus — Кипарис Дюпре, или Кипарис сахарский
- Cupressus funebris Endl. — Кипарис плакучий. Растение часто высаживают на кладбищах в Китае и Японии.
- Cupressus gigantea W.C.Cheng & L.K.Fu
- Cupressus goveniana Gordon — Кипарис калифорнийский
- Cupressus guadalupensis S.Watson
- Cupressus lusitanica Mill. — Кипарис лузитанский, или Кипарис мексиканский. Дерево до 30—40 м высотой и раскидистой кроной, плохо переносит сухость воздуха и почвы, чувствительно к холоду.
- Cupressus macnabiana A.Murray bis — Кипарис Макнаба
- Cupressus macrocarpa Hartw. — Кипарис крупноплодный
- Cupressus nootkatensis D.Don — Кипарис нутканский
- Cupressus sargentii Jeps.
- Cupressus sempervirens L. typus — Кипарис вечнозелёный. Засухоустойчивое дерево до 30 м высотой, живет до 2000 лет.
- Cupressus tonkinensis Silba
- Cupressus torulosa D.Don ex Lamb. — Кипарис гималайский
- Cupressus vietnamensis (Farjon & T.H.Nguyên) Silba

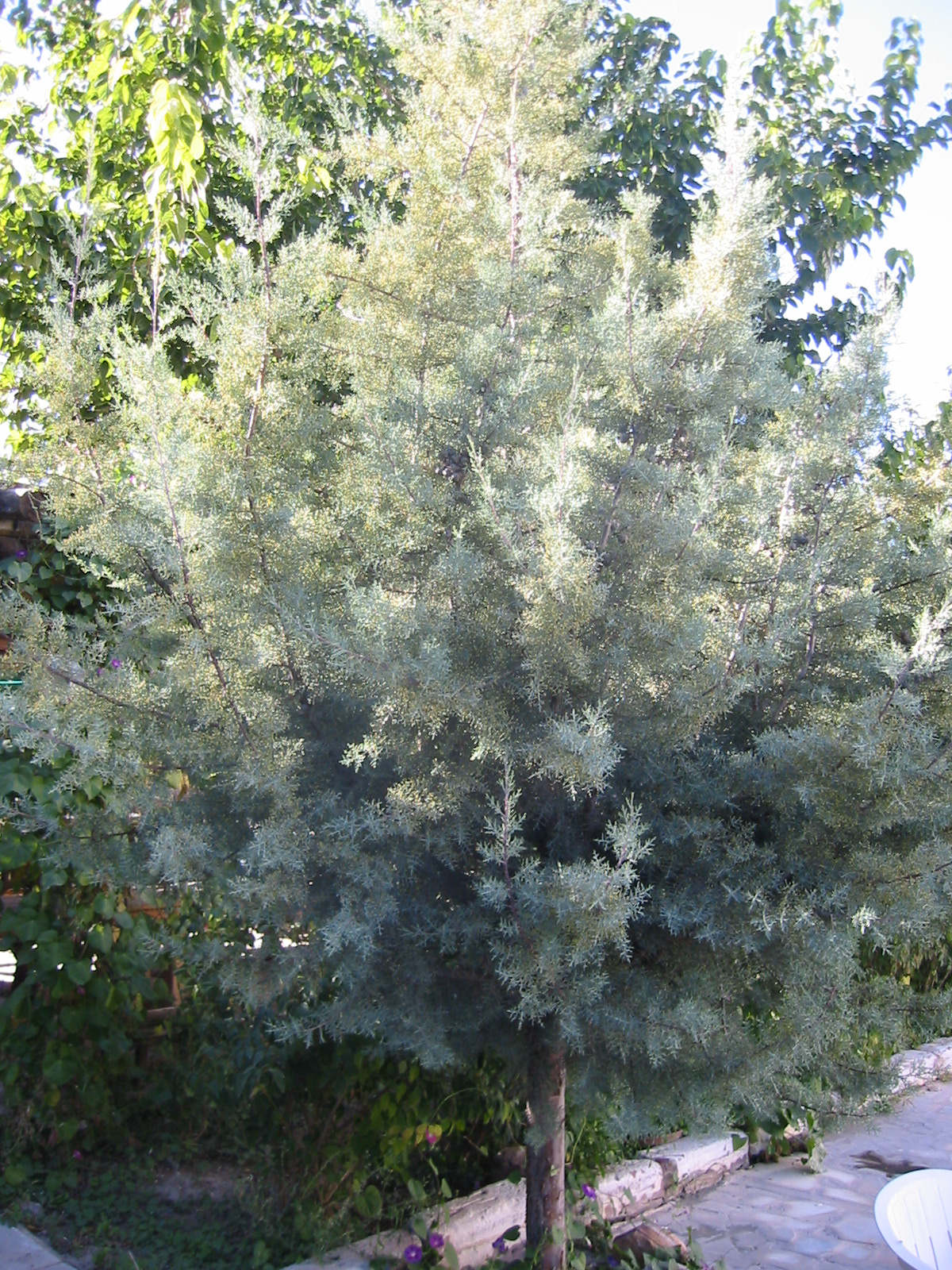
Кипарис аризонский
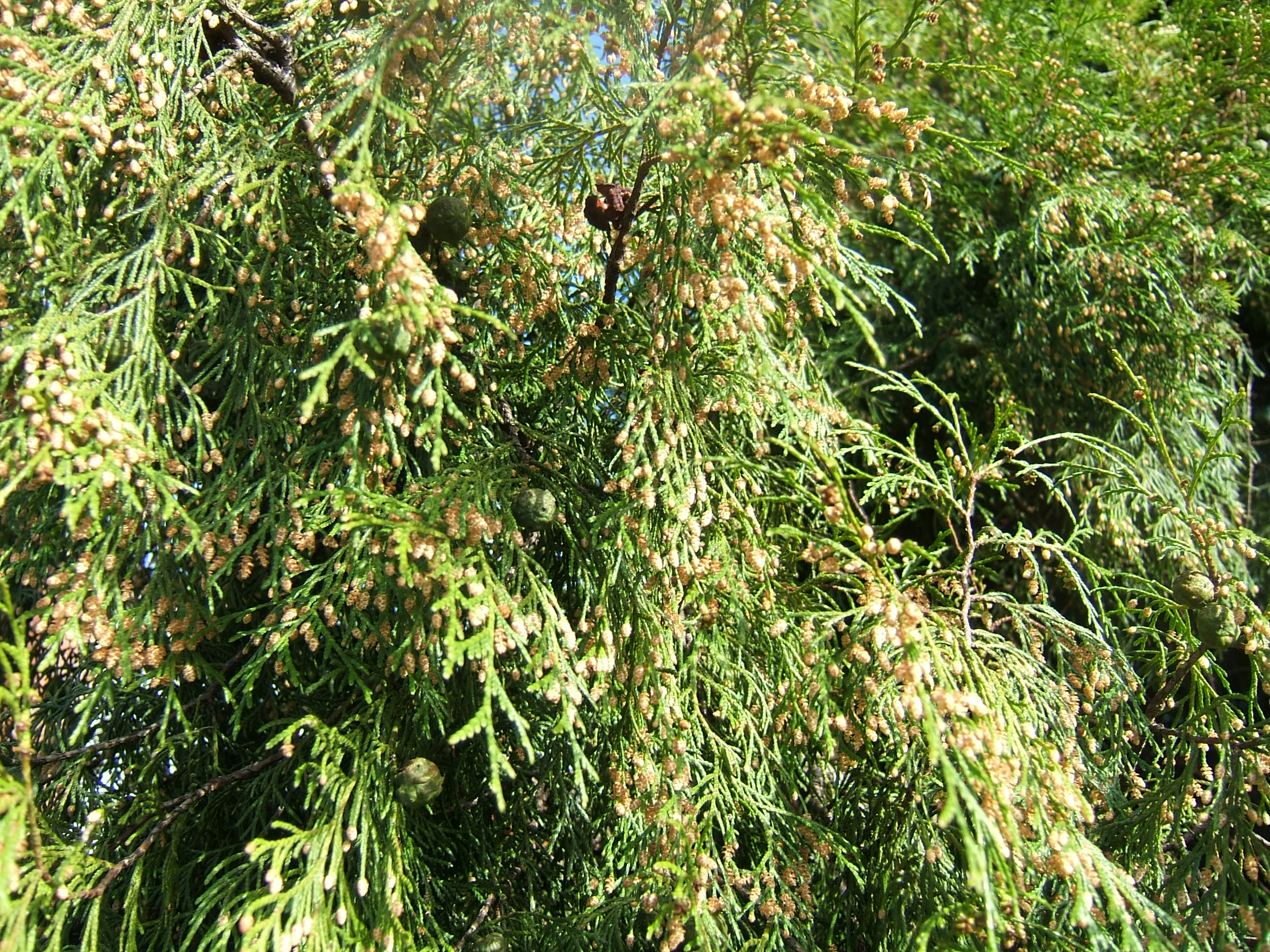
Кипарис плакучий
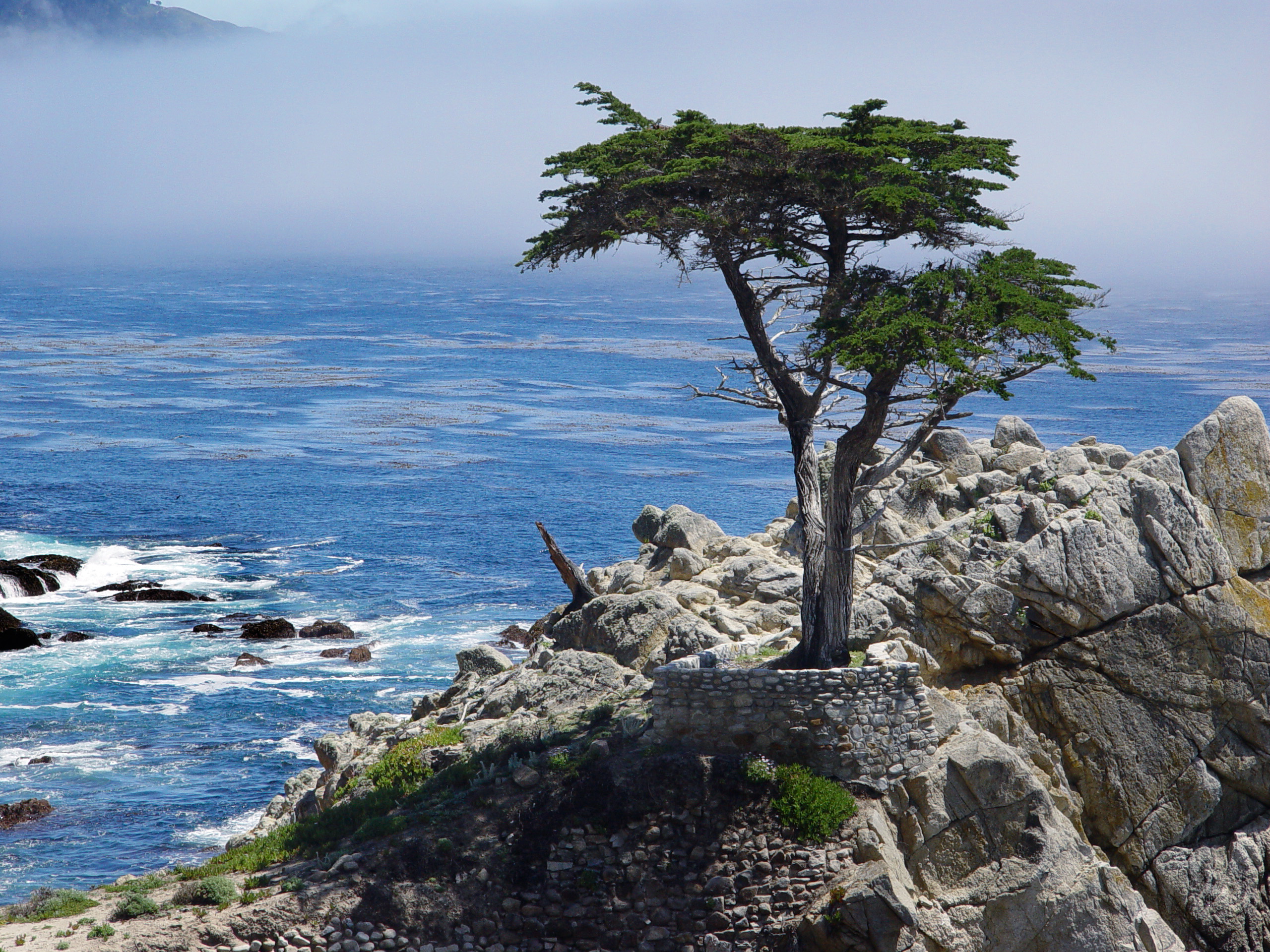
Кипарис крупноплодный